# Simone Kappeler
Simone Kappeler (* 7. Dezember 1952 in Frauenfeld) ist eine Schweizer Fotografin. Sie wurde 2021 mit dem Thurgauer Kulturpreis gewürdigt.

## Leben
Simone Kappeler wuchs in Frauenfeld auf. Ihr Bruder war der Kameramann und Filmemacher Friedrich Kappeler. Sie begann schon in ihrer Jugend zu fotografieren. Für ihre Fotodokumentation der Entwicklung von Molcheiern zu ausgewachsenen Amphibien gewann sie die Auszeichnung «Schweizer Jugend forscht». Von 1972 bis 1976 absolvierte sie ein Studium der Germanistik und Kunstgeschichte an der Universität Zürich und von 1975 bis 1979 studierte sie in der Fachklasse für Fotografie von Walter Binder an der Schule für Gestaltung Zürich. Seither arbeitet sie freischaffend als Fotografin.
Sie fotografiert analog mit einer Hasselblad, doch viele von Kappelers Bildern entstanden mit einer Diana, einer einfachen Mittelformatkamera aus den 1960er Jahren, die sie 1981 geschenkt bekommen hatte. Im Jahr 2020 veröffentlichte sie einen Band mit 250 Fotografien von einem Roadtrip, den sie mit 29 Jahren nach Abschluss des Kunststudiums in einem Gran Torino Kombi mit einer Freundin von New York City nach Los Angeles unternommen hatte. Auf dieser Reise verwendete sie zum ersten Mal Farbfilme. Die Unschärfe an den Rändern ihrer Fotografien, „typisch für die Diana, verleihen den Bildern etwas Träumerisches, ja eine malerische Qualität. Manche Aufnahmen erinnern an Gemälde Edward Hoppers, andere sind sehr skizzenhaft“, schrieb die Rezensentin des St. Galler Tagblatts. Ihr Besuch fand zufällig in einer gesellschaftspolitischen Flaute statt: nach den 1960er Jahren, Vietnamkrieg und Watergate-Affäre, aber vor den chronischen Wirren der kommenden Jahrzehnte. Das Buch dokumentiere „den Zauber einer unbeschwerten Reise einer jungen Künstlerin“, so die Besprechung im Smithsonian Magazine.
Kappeler ist mit dem Schweizer Lyriker und Fotografen Gianni Kuhn verheiratet und lebt mit ihrer Familie in Frauenfeld.

## Ausstellungen (Auswahl)

### Einzelausstellungen
- 2001: Herbarium & corpus delicti, Photoforum Pasquart, Biel[9]
- 2004: Die Quadratur des Lichts, Kunsthalle Winterthur[10]
- 2011: Simone Kappeler – Seile. Fluss. Nacht. Fotografien 1964–2011, Museum zu Allerheiligen
- 2018: Fleur. Galerie Widmertheodoridis, Eschlikon[11]
- 2021: Falling Out of Time, Bildhalle, Zürich[12]

### Gruppenausstellungen
- 1995: Schweizer Photoschaffen, The Oriental Gallery, Beijing[13]
- 1996: Im Kunstlicht. Photographie im 20. Jahrhundert, Kunsthaus Zürich[14]
- 1998: Die Schärfe der Unschärfe. Aspekte zeitgenössischer Schweizer Kunst, Kunstmuseum Solothurn[15]
- 1999: Lautlose Gegenwart. Das Stillleben in der Photographie, Staatliche Kunsthalle Baden-Baden
- 2022: Tiefenschärfe. Zwischen Lust, List und Schrecken. Kunstmuseum Solothurn

## Veröffentlichungen (Auswahl)
- Simone Kappeler. Fotografien 1964–2011 (Begleitband zur Ausstellung im Museum zu Allerheiligen), hrsg. von Markus Stegmann. Mit Texten von Friederike Mayröcker. Hatje Cantz, Ostfildern 2011, ISBN 978-3-7757-3225-3.
- Simone Kappeler – America 1981, hrsg. von Jürg Trösch, Markus Bosshard, Scheidegger & Spiess, Zürich 2020, ISBN 978-3-85881-679-5.
- Der Birnbaum (Foto-Essay), Verlag Saatgut, Frauenfeld 2022, ISBN 978-3-9525244-5-9.[16]